# Corinna venezuelica
Corinna venezuelica är en spindelart som först beskrevs av Lodovico di Caporiacco 1955.  Corinna venezuelica ingår i släktet Corinna och familjen flinkspindlar.
Artens utbredningsområde är Venezuela. Inga underarter finns listade i Catalogue of Life.